# Capella Arquebisbal
La Capella Arquebisbal (en italià, Cappella Arcivescovile) a Ravenna (Itàlia) és una de les vuit estructures de Ravenna inscrites en la llista del Patrimoni de la Humanitat per la UNESCO el 1996. Es tracta d'una capella a la primera planta del palau dels bisbes, un oratori privat de bisbes trinitaris que data d'inicis del segle vi.

Segons l'avaluació de l'ICOMOS d'aquest lloc:
| «              | ...el significat d'aquesta propietat és el fet que és l'únic oratori cristià primitiu que ha sobreviscut fins als nostres dies. La seva iconografia és també important en virtut del seu fort simbolisme antiarrià. | » |
| — ICOMOS 1996. | |   |

## Història
Encara que s'atribueix normalment a sant Pere Crisòleg, Arquebisbe de Ravenna de 433-450, la capella va ser de fet construïda per Pere II poc després de convertir-se en arquebisbe l'any 495. El rei Teodoric el Gran va encarregar a arquitectes romans la construcció de diverses estructures seculars i religioses, també el palau pròxim a la Basílica de Sant Apol·linar el Nou, conegut com el Palau de Teodoric, destruït després d'ésser saquejat pels romans d'Orient el 539; es va convertir a la seu dels exarques i del rei dels longobards. Carlemany va utilitzar les columnes d'aquest palau per a la construcció del seu a Aquisgrà. Una torre, vestigi de l'antic palau de Teodoric, va ser abatuda l'any 1295 i avui només queda un mur angular.

## Arquitectura

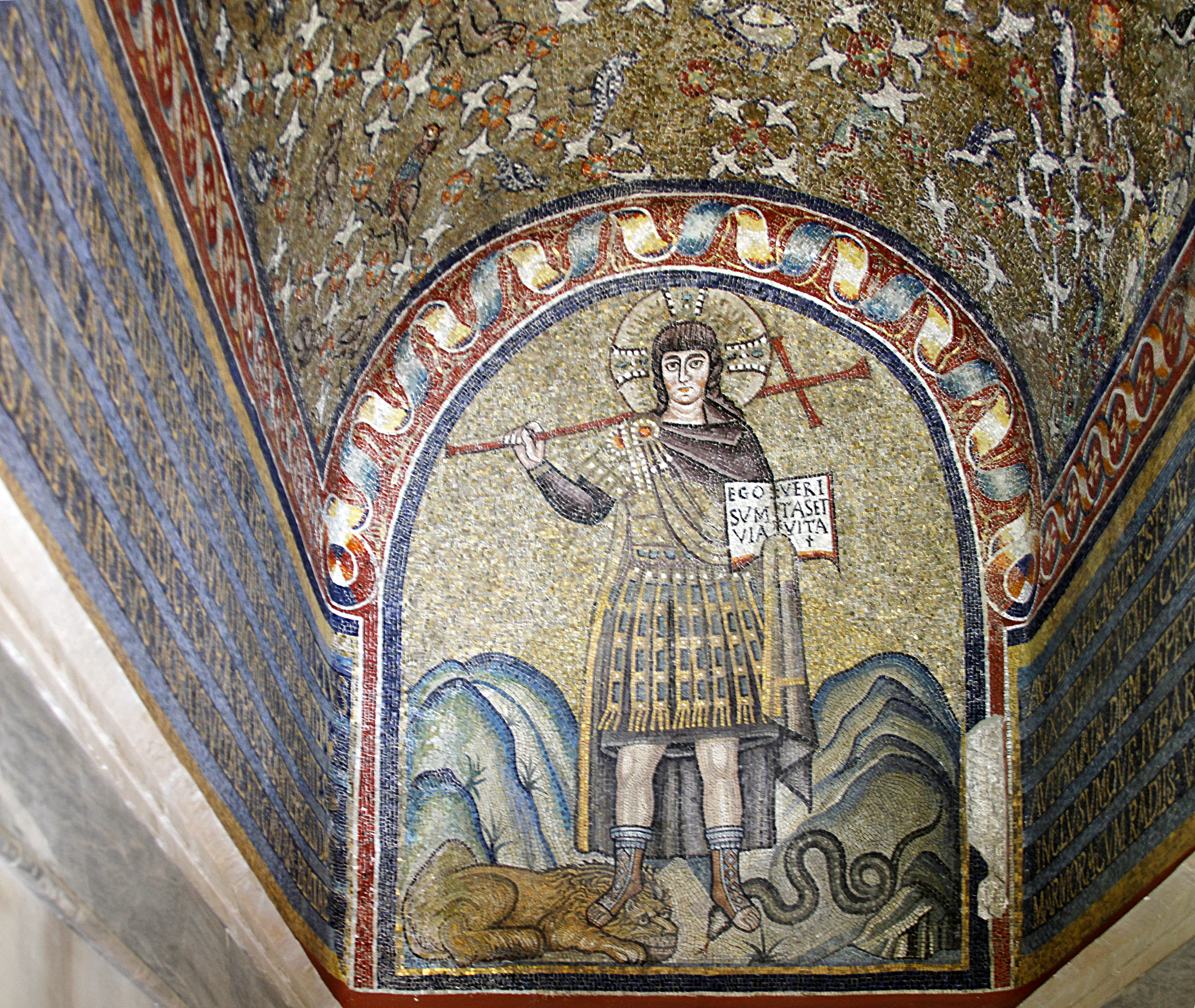
Detall del mosaic del vestíbul representant a Crist, amb la inscripció sobre el llibre que porta a la mà: Ego sum via, veritas et vita.

La petita capella amb forma de creu grega està actualment dedicada a sant Andreu, encara que l'advocació original era al Salvador, com evidencia una lluneta sobre la porta del vestíbul representant Crist com un guerrer.
Les parts inferiors de les parets estan revestides de planxes de marbre, mentre que la resta de l'interior va estar recoberta per rics mosaics, a manera de tapissos. Algunes parts d'ells sobreviuen, mentre que d'altres han estat substituïdes per pintura al tremp obra de Luca Longhi al segle xvi.